# The Hottest State
The Hottest State (Brasil: Um Amor Jovem / Portugal: O Estado mais Quente) é um filme de drama de 2006 dirigido e escrito por Ethan Hawke, baseado no romance de Hawke em 1996 com o mesmo nome. O filme estreou no Festival de Veneza em 2 de setembro de 2006, e recebeu um lançamento limitado nos cinemas nos Estados Unidos em 24 de agosto de 2007. Em 5 semanas no cinema ele arrecadou $137,341 internacionalmente. O filme foi posteriormente publicado em DVD em dezembro de 2007.

## Elenco
- Mark Webber como William Harding
- Catalina Sandino Moreno como Sarah
- Michelle Williams como Samantha
- Laura Linney como Jesse
- Ethan Hawke como Vince
- Daniel Ross como Young Vince
- Anne Clarke como Jesse (jovem)